# Giulia Turco Turcati Lazzari

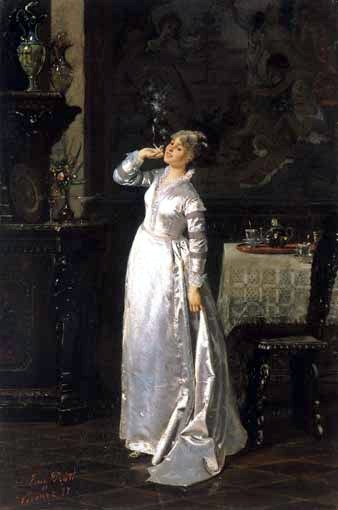
Eugenio Prati, Ritratto della baronessa Giulia Turco Turcati Lazzari, 1877, collezione privata.

Giulia Turco Turcati Lazzari, nota anche con lo pseudonimo di Jacopo Turco (Trento, 1º aprile 1848 – Trento, 3 agosto 1912), è stata una scrittrice italiana.

## Biografia
Figlia del barone Simone Turco Turcati e della contessa Virginia Alberti Poja, Giulia poté dedicarsi sin da giovane alle arti, in virtù della condizione agiata della famiglia. La formazione poliedrica della ragazza si intensificò dopo la morte del padre, il 10 gennaio 1861: infatti, la madre, contessa Virginia Alberti Poja, "concentrò tutto il suo amore sulla cara bambina", disponendo che "ella godesse di una perfetta educazione". "Fu così che già a 19 anni Giulia Turcati conosceva e perfezionava il francese e l'inglese parlava e scriveva in bello stile la lingua materna ed era un'eccellente pianista. Mentre la passione, sempre sentita, per le piante ed i fiori la aveva già resa un'erborista provetta". Per quanto riguarda la formazione scolastica della giovane, si ritiene che abbia conseguito il diploma di maturità classica.
Nel 1877, a ventinove anni, Giulia sposa a Sopramonte (dove viveva con la madre) il musicista Raffaello Lazzari. Questi era già maestro di violino e direttore d'orchestra del liceo musicale comunale di Trento (1867) e in seguito socio onorario della Società filarmonica trentina (1869). La coppia si trasferì per un breve periodo di tempo a Forlì, dove Lazzari svolgeva l'attività di docente. Nel 1879, Giulia e Raffaello rientrarono definitivamente a Trento.
Dal 1880 i coniugi iniziarono a organizzare un salotto letterario e musicale nella loro residenza estiva di Sopramonte, invitando artisti e intellettuali del tempo, fra cui Antonio Fogazzaro, Ugo Ojetti, Raffaele Frontali, Luisa e Marco Anzoletti, Aldo Alberti Poja, Bartolomeo Bezzi ed Eugenio Prati.
Non solo ospite, ma vera animatrice del proprio salotto letterario, Giulia dimostrò di essere non solo un'ottima pianista, in grado di accompagnare il marito nei concerti pubblici, ma anche profonda conoscitrice della materia da un punto di vista tecnico e critico, come traspare in particolare da diversi suoi articoli, come quello pubblicato sulla rivista Vita Italiana del 1906, dedicato al XX anniversario dell'inaugurazione del Festspielhaus, quello su Wolfgang Amadeus Mozart, pubblicato nel 1906, o quello contenente la traduzione del poema sinfonico Tod und Verklärung di Richard Strauss, edito nel 1907.
Si interessò anche a temi di tipo scientifico e naturalistico: la sua passione emerge sia nelle opere di narrativa, spesso arricchite di minuziose e analitiche descrizioni di paesaggi e scenari naturali, sia in opere di altro tipo, ad esempio l'articolo Miceti, pubblicato sulla Rivista delle Signorine nel 1894, (la passione per la micologia l'aveva portata a stringere un rapporto di amicizia e stima reciproca con l'Abate Bresadola), o il Manuale di cucina, pasticceria e credenza per uso di famiglie compilato sull'esperienza di una donna italiana, contenente 3000 ricette corredate da 150 disegni e l'illustrazione di copertina realizzata da Eugenio Prati, pubblicato nel 1904 (ancor più famoso è in ogni caso Il piccolo focolare, versione ridotta della più voluminosa opera del 1904, edita nel 1908 ed accolta con entusiasmo da critica e pubblico). Dal 1894 alla morte Giulia sviluppa la sua attività di scrittrice sotto lo pseudonimo di Jacopo Turco; i testi da lei pubblicati (scritti con una "prosa che oscilla tra d'Annunzio e Fogazzaro") sono ricchi di citazioni in inglese e francese, riferimenti ai maggiori autori dell'Ottocento, descrizioni naturalistiche puntuali, annotazioni musicali precise e riferimenti a fatti artistici del presente e del passato: "tutta una serie di caratteristiche assai particolari che distinguono l'impegno della Turco dalla vasta e generica attività letteraria minore di questo particolare periodo storico".
Nominata socia benemerita dell'Accademia Roveretana degli Agiati, morì a Trento il 3 agosto 1912.

### La critica
Principalmente nota per la sua attività nei salotti letterari, di recente è stata riscoperta come autrice. In vita, per i testi scritti con lo pseudonimo di Jacopo Turco, fu recensita con grande entusiasmo. Basti qui citare le recensioni apparse per i due romanzi Fede (1901) e Gabriele Iva (1911): il primo definito "un colosso che appare all'orizzonte dell'arte italiana e che s'inoltra impavido a sfidar le ondate furiose della critica d'alto mare", il secondo opera "di una scrittrice robusta, elegante, arguta, realistica e anche sognatrice, che possiede il dono della varietà: varietà di temi e di motivi, varietà di stati d'animo e varietà di stile. L'ambiente trentino viene descritto con sobria efficacia, cogliendolo nei suoi aspetti essenziali: la bella natura di questi luoghi vi è ritratta con grande freschezza di colorito, personaggi e figure palpitano nel libro di una vita vera".
Anche negli anni immediatamente successivi alla sua scomparsa è ricordata con grande rammarico. L'amica Luisa Anzoletti, che nell'elogio funebre la definiva: "Armonia d'intelletto, che in tutto cercava e prediligeva ciò che più innalza e mobilita la coscienza, ciò che più affina il senso della nostra elevazione morale. Armonia di virtù generose e di opere benefiche, intese a confortare gli altrui dolori, a sollevare nelle miserie e ad aiutare il prossimo, a far amare e praticare la religione della carità e del sacrifizio. Armonia d'arte, nel campo della musica, condiviso col degno tuo consorte, e delle lettere, nutrita di un'estesa e ricca cultura, favorita dei doni della fantasia e del fine gusto estetico, produttiva di lavori che serbano impronte ammirevoli. Armonia di doveri e di vigili cure, dedite con virtuoso oblio, talvolta, delle sue proprie predilezioni intellettuali, alla famiglia; con quell'avito amore della casa, che un giorno sapeva aprire così serene fonti ad ogni attività d'ingegno della donna, e render così amata e desiderata la pace del santuario domestico. Armonia intera e costante di tutto quel complesso di tradizioni, di educazione, d'intimi pregi d'animo, d'esteriore dignità signorile, che costituisce il tipo della vera gentildonna: quel tipo di cui per più di un'eletta figura scolpita nella nostra mente, può in particolar modo onorarsi la donna trentina". Sempre nell'anno della morte,   l'amico Lodovico Oberziner (all'epoca direttore della Biblioteca Comunale di Trento), ricorda nel suo "profondo traccie de' colpi d'ala lasciatemi dai conversari con la intellettuale scrittrice, or si ravvivano, si colorano e c'accendono sotto l'impressione della luttuosa nuova della morte di lei".
Ernesta Bittanti Battisti, che alla scrittrice trentina dedica il primo studio biografico (pubblicato nel 1912), in cui affermava: "Noi ci troviamo davanti non ad una letterata di professione, ma ad una genialità genuina ed incoercibile, che, pur fra l'impreparazione - mi si permetta ripeterlo - "professionale" è riuscita ad affermarsi solidamente, producendo, fra molto valori di assai diseguale valore, alcuni veri gioielli artistici".
Tuttavia, come già sottolineava Diego Mazzonelli, nei decenni successivi l'interesse attorno alla scrittrice trentina comincia a scemare, tant'è che nel 1955 Gino Segata, in un articolo redatto per l'Alto Adige, lamentava l'oblio in cui era caduta. Sarà un altro giornalista, Gino Pacher, a richiamare nel 1984 l'attenzione sulla donna, mentre tre anni dopo a dedicarle uno studio sarà lo storico Armando Vadagnini, che pubblica in tale occasione una serie di lettere inedite circa i rapporti tra la scrittrice e l'artista trentino Bartolomeo Bezzi, suo nipote. Dieci anni dopo a occuparsi della scrittrice è Marina Eccher, che alla Turco Turcati Lazzari dedica la propria tesi di laurea, "operando anche una ricognizione completa della sua attività, diversificata in molteplici settori di interesse e studio".
Negli anni Duemila, un altro tassello importante per gli studi su di lei è stato fornito da Alberto Pattini, che nel 2009 ha pubblicato una serie di lettere inedite scritte da Giulia a diversi personaggi, tra cui il pittore Eugenio Prati e don Giacomo Bresadola, col quale condivideva la passione per la micologia. All'interno dello studio di Pattini sono poi elencati tutti i manoscritti inediti di Giulia Turco Turcati Lazzari conservati presso la Biblioteca Comunale di Trento.

### Il rapporto con altre personalità
Diversi sono i personaggi dell'ambiente artistico e culturale (trentino ma non solo) con i quali ha intrecciato dei rapporti di amicizia e stima reciproca. Ne citiamo di seguito alcuni:
1. Eugenio Prati: il primo incontro tra la baronessa e il pittore avvenne a Firenze nel 1870; il rapporto di amicizia e stima reciproca che seguì sono ben documentati dalla corrispondenza conservata[14], nonché da alcuni dipinti di Prati: basti citare, a titolo esemplificativo, il ritratto che le fece l'artista trentino[15]. Da Giulia, Eugenio ottiene non solo "consigli artistici", ma anche delle committenze, specie nel corso del periodo fiorentino[16]. Di Prati è l'illustrazione di copertina del libro di Turcati Lazzari, edito nel 1904, Ecco il tuo libro di cucina. Manuale pratico di cucina, pasticceria e credenza per l'uso di famiglia[17].
2. Bartolomeo Bezzi: nipote della Turco Turacti Lazzari; i rapporti tra i due sono indagati nello specifico dallo storico Armando Vadagnini, che nel 1987 pubblica una serie di lettere inedite.
3. Luisa Anzoletti: a testimonianza del rapporto tra le due intellettuali trentine ci sono rimaste le parole scritte d Anzoletti alla morte di Giulia, nonché alcune lettere di Giulia, conservate nella Biblioteca comunale di Trento ed edite da Pattini nel 2009[18]; le due donne condivisero "una profonda amicizia affettiva e spirituale ed un analogo destino di dimenticanza"[9].
4. Giacomo Bresadola: che la Turco Turcati Lazzari fosse in rapporti d'amicizia con l'abate Giacomo Bresadola lo sappiamo per via della corrispondenza tra i due, in gran parte conservata presso la Biblioteca comunale di Trento"[19]. Tra i temi più trattati certamente quello della micologia: alla descrizione dei funghi Giulia dedica sia dei passi letterari, sia delle pregevoli illustrazioni ad acquarello, conservate presso il Museo tridentino di scienze naturali di Trento, cui furono donate da Aldo Alberti, cugino della baronessa[20]. Il rapporto col micologo trentino è poi rivelato dalla firma che Turco Turcati Lazzari appone alla fine della biografia di Bresadola scritta da Carlo Alberto Bauer, assieme a quella di altri 215 collaboratori "che costituiscono la Scuola Internazionale di bresadoliana di Micologia"[21]. Alcuni brani della corrispondenza tra  Turco Turcati Lazzari e Bresadola sono stati pubblicati anche di recente, nel 2013[22].
5. Lodovico Oberziner, Ugo Ojetti, Antonio Fogazzaro, Angelo de Gubernatis: tra i frequentatori del salotto di Giulia a Sopramonte[23].

## Opere

### Romanzi e novelle
- La storia di un ciliegio, in Rivista delle Signorine, Firenze, 15 dicembre 1895;
- Il romanzo di Luisa Hercolani, in Vita Italiana del De Gubernatis, 25 settembre 1895;
- Canzone senza parole, in Vita Italiana del De Gubernatis, 25 giugno e 10 luglio 1896;
- Salvatrice, in Vita Italiana del De Gubernatis, 16 maggio 1897;
- Evangelina, in Roma Letteraria, Roma, 10 marzo 1897;
- La cura di Manuela, in Nuova Antologia, 16 maggio, 1 e 16 giugno 1898;
- Il sacrificio di Geronima, in Rivista delle Signorine, Firenze, 1-15 gennaio - 1º febbraio 1898;
- La passione di Curzio Alvise, in Rivista d'Italia, fasc. 6 e 7, 1899;
- Oro e Orpello, in Rivista delle Signorine, fasc. 10, 1899;
- Fede, Roma (Società Editrice Dante Alighieri) 1901;
- Canzone senza parole, Roma (Società Editrice Dante Alighieri) 1901 (contiene le novelle: Canzone senza parole, Una cameriera, Salvatrice, La passione di Curzio Alvise, La cura di Manuela, Vinta);
- Diligite! Diligite!, in Strenna dell'Alto Adige, 1901;
- Dopo la morte, in Strenna dell'Alto Adige, 1902;
- Nozze d'oro, in Almanacco Strenna del Trentino per l'anno 1902, Trento, Zippel, 1902;
- Il passo, in Rivista d'Italia, giugno 1903;
- La fanciulla straniera, in Rivista d'Italia, agosto 1905;
- Irene, in Natura ed arte, 1 e 15 agosto 1905;
- Frammento, in Isera a Clementino Vannetti, 1906, Rovereto, tipografia roveretana, 1906;
- Paesaggio di Natale in montagna, in Strenna dell'Alto Adige;
- Gabriele Iva. Romanzo, Venezia, tipografia - Tipografia-librearia Emiliana editrice, 1911;

### Articoli di giornale e riviste
- Miceti, in Rivista delle Signorine, 15 settembre 1894;
- Fiori d'inverno, in Rivista delle Signorine, 15 dicembre 1894;
- La gentilezza d'animo, in Rivista delle Signorine, 15 aprile 1895;
- La pagina della vita domestica (firmata come Il grillo del focolare), in Rivista delle Signorine, 15 febbraio, 1º aprile, 1º settembre, 15 dicembre 1896;
- Il giornale intimo, in Rivista delle Signorine, 15 novembre 1896;
- Impressioni e ricordi di Bayreuth, in Vita italiana, 16 gennaio 1897;
- Fiori d'inverno, in Rivista delle Signorine, 15 dicembre 1894;
- Bartolomeo Bezzi all'esposizione internazionale di Venezia, in Nuove Veglia Veneziane, agosto 1895, a firma U. V. Z., riportato anche dal Raccoglitore di Rovereto, 6 giugno 1905;
- La IIa Esposizione internazionale di Venezia, in Raccoglitore di Rovereto;
- I piccoli esuli d'Italia, di Giuseppe Errico, in Alto Adige, 27-28 febbraio 1903;
- Una scrittrice trentina, in Tridentum, fasc. II, anno 1904;
- Un articolo sulla Mendola, in L'Italie, Roma, 14 agosto 1903;
- Bartolomeo Bezzi (a firma di I. Z.), in Vita Trentina, anno V, fasc. 52 28 dicembre 1912;
- L'anima gemella di Sfinge, in Notizie letterarie della Rassegna Nazionale, febbraio 1912;
- Fiori d'inverno, in Rivista delle Signorine, 15 dicembre 1894;
- Cenni biografici di Mozart, in Programma della Società filarmonica di Trento pel concerto Giugno 1906, 1906;
- Traduzione del Poema sinfonico di Strauss Tod und Verklärung, in Programma della Società filarmonica di Trento pel concerto 26 aprile 1907, 1907;

### Saggi
- Il piccolo focolare. Ricette di cucina per la massaia economa, Trento, G. B. Monauni, 1921.
- Manuale di cucina, pasticceria e credenza : per l'uso di famiglia : contenente più di 4000 ricette e 280 disegni intercalati nel testo compilato sulle basi dell'esperienza da una donna italiana, Venezia, Tipografia emiliana, 1910.}

## Curiosità
- La residenza estiva dei Turco Turcati Lazzari a Sopramonte, con il parco adiacente, passò alla morte di Giulia al cugino di lei, il conte Aldo Alberti; in seguito i beni furono venduti all'avvocato Giuseppe Cadonna e dagli eredi di questi all'ASUC di Sopramonte, che la cedette al Comune di Trento, che ne fece prima sede dei servizi municipali, poi sede della Circoscrizione del monte Bondone. "La casa colonica venne ceduta al sindaco di Sopramonte Albino Dalser, padre di Ida Dalser (1880-1937), la prima moglie di Benito Mussolini"[24].
- L'8 marzo 1999 il Comune di Trento e il Soroptimist International Club di Trento (un'associazione femminile mondiale) posero nel Famedio del Cimitero di Trento una lapide "a perenne memoria" di sei donne intellettuali vissute tra Otto e Novecento; nella stessa occasione fu curata una pubblicazione in cui la figura di Giulia Turco Turcati Lazzati fu studiata da Diego Mazzonelli.
- A Sopramonte, nell'estate del 2005, nasce l'Associazione culturale Giulia Turcati di Sopramonte, "con lo scopo di far rivivere la storia e le antiche tradizioni del sobborgo trentino attraverso manifestazioni e collaborazioni in grado di coinvolgere l'intero territorio"[25]. Tra le iniziative promosse dall'Associazione possiamo ricordare, nel 2009, la pubblicazione degli studi di Alberto Pattini.
- Giacomo Bresadola dedicherà alla donna, con cui era in rapporti di amicizia, un fungo, la Russula Turci, pubblicata dal micologo Bruno Cetto nel 1983 con la citazione "in onore della baronessa Turco Lazzari, pittrice e gastronoma"[19].